# Zapasy na Igrzyskach Wysp Oceanu Indyjskiego 1998
Turniej w ramach Igrzysk Wysp Oceanu Indyjskiego w 1998 - Saint-Denis .

## Tabela medalowa
Gospodarz zawodów został zaznaczony kolorem.
| Poz.  | Państwo    |   |   |   | Łącznie |
| ----- | ---------- | - | - | - | ------- |
| 1.    | Madagaskar | 5 | 1 | 2 | 9       |
| 2.    | Mauritius  | 2 | 3 | 2 | 7       |
| 3.    | Reunion    | 1 | 4 | 3 | 8       |
| Razem | Razem      | 8 | 8 | 7 | 23      |

## Wyniki

### W stylu wolnym
| Kat. wagowa |                            |                      |                   |
| ----------- | -------------------------- | -------------------- | ----------------- |
| 54 kg       | Herizo Rakotondramasy      | Kishan Kumar Dady    | Alix Sindraye     |
| 58 kg       | Bernard Andrianirinamalala | Denis Benard         | ----              |
| 63 kg       | Raphael Rajaonarison       | Mario Samson         | Wilfried Sellaye  |
| 69 kg       | Jean Ravoninjanahary       | Francois Boucher     | Antonio Deux      |
| 76 kg       | Fenosoa Razafimahova       | J. Luc Clement       | Vedanand Bantooa  |
| 85 kg       | Joseph Landinaff           | Thomas Troca         | Francois Sakoly   |
| 97 kg       | Yvon Abrousse              | Jean Vielesse        | Francois Ralibera |
| 130 kg      | Navind Ramsaran            | Edgard Razafinrakoto | Richard Thesee    |